# Astragalus nucleosus
Astragalus nucleosus är en ärtväxtart som beskrevs av Mikhail Grigoríevič Popov. Astragalus nucleosus ingår i släktet vedlar, och familjen ärtväxter. Inga underarter finns listade i Catalogue of Life.